# Stamboom Margarita van Bourbon-Parma (1972)
| Grootouders | Xavier van Bourbon-Parma (1889-1977) x 1927 Maria van Bourbon-Busset                | Bernhard van Lippe-Biesterfeld (1911-2004) x 1937 Juliana van Oranje-Nassau (1909-2004) |
| Ouders | Carel Hugo van Bourbon-Parma (1930-2010) x 1964-1981 Irene van Oranje-Nassau (1939) | Carel Hugo van Bourbon-Parma (1930-2010) x 1964-1981 Irene van Oranje-Nassau (1939)     |
| Margarita van Bourbon-Parma (1972) x 2001 - 2006 Edwin de Roy van Zuydewijn (1966) (gescheiden) x 2008 Tjalling ten Cate (1975) |                                                                                     |                                                                                         |
| Kinderen | Julia Carolina Catharina (2008) Paola Cecilia Laurentien (2011)                     | Julia Carolina Catharina (2008) Paola Cecilia Laurentien (2011)                         |